# الكشافة في الولايات المتحدة

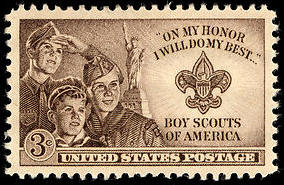

الكشافة في الولايات المتحدة والتي يهيمن عليها الكشافة بحوالي 2.7 مليون عضوا من الكشافة الأمريكية وفتيات الكشافة في الولايات المتحدة الأمريكية وغيرها من الجمعيات المعترف بها من قبل واحدة من المنظمات الكشفية الدولية وهناك أيضا عدد قليل من مجموعات صغيرة ومستقلة أن تعتبر «الكشفية مثل» أو غير ذلك الكشافة ذات الصلة.